# Développement personnel par le cheval
Coaching équin
Le développement personnel par le cheval, coaching équin ou équicoaching, est un ensemble de techniques de développement personnel et de coaching faisant appel au cheval, notamment en s'inspirant de l'éthologie équine.

## Terminologie
Les noms de « coaching équin », d'« équicoaching », « équi-coaching », « équi coaching », ou encore « hippo(-)coaching », et « horse(-)coaching », sont parfois employés.

## Description
Cette pratique relevant du développement personnel et du management d'équipes est à bien différencier de l'équithérapie, qui est une prise en charge thérapeutique, incluant une dimension de soin psychomoteur, kinésithérapeutique et psychique,. Le coaching équin s'appuie notamment sur les principes de l'équitation éthologique. Cela permet d'aborder différentes thématiques adaptées aux enjeux des entreprises : leadership passif, intelligence émotionnelle, cohésion d'équipe, team building.
Cette approche s'adresse aux enfants, adolescents et adultes. L'équicoaching peut prendre la forme de séances individuelles et d'ateliers collectifs (notamment dans le cadre professionnel).

## Histoire
L'idée du coaching équin est née dans les années 1990 aux États-Unis, de la rencontre entre Monty Roberts et Clive Warrilow, directeur de Volkswagen.
Les cadres du constructeur automobile sont les premiers à avoir recours à l’équicoaching.
En Europe, la pratique du coaching équin commence à se développer au début des années 2000, notamment pour répondre à la demande de différentes entreprises pour développer l'intelligence émotionnelle de leurs collaborateurs. Elle est inspirée en partie par l'équithérapie, et notamment l'utilisation du cheval dans la sphère sociale. Le relationnel avec le cheval est dès lors mis en œuvre dans le cadre de la formation des « leaders » en entreprise, notamment depuis 2010, en s'inspirant des États-Unis.
Cette pratique est très en vogue dans les entreprises, qui ambitionnent de « remettre l’humain au cœur de leurs préoccupations ». D'après l'étude de prospective menée par les Haras nationaux français, et publiée en 2014, le coaching par le cheval pourrait être une activité amenée à se développer à l'horizon 2030.

## Reconnaissance professionnelle en France
En 2021, l'équicoaching devient une compétence et une certification reconnue officiellement en étant inscrite au Répertoire Spécifique de France Compétences.

## Utilité
D'après les coachs équins, la relation avec le cheval permet de libérer des émotions pour atteindre une meilleure harmonie relationnelle. Ces formateurs affirment par exemple qu'un cheval perçoit très finement les émotions humaines, et refusera de suivre une personne qui ne lui inspire pas confiance. Parmi les possibilités de développement personnel, la méditation pleine conscience associée à la présence du cheval a fait l'objet d'études des bienfaits qu'elle apporte, notamment en termes de changement de point de vue.